# 10153 Goldman
10153 Goldman este un asteroid din centura principală de asteroizi.

## Descriere
10153 Goldman este un asteroid din centura principală de asteroizi. A fost descoperit pe 26 octombrie 1994 la Sudbury de Dennis di Cicco. El prezintă o orbită caracterizată de o semiaxă mare de 2,31 ua, o excentricitate de 0,20 și o înclinație de 9,3° în raport cu ecliptica.